# George Macartney (1er comte Macartney)
Pour les articles homonymes, voir Macartney.
 (octobre 2015).
Si vous disposez d'ouvrages ou d'articles de référence ou si vous connaissez des sites web de qualité traitant du thème abordé ici, merci de compléter l'article en donnant les références utiles à sa vérifiabilité et en les liant à la section « Notes et références ».
George Macartney, 1er comte Macartney, dit « lord Macartney », né le 14 mai 1737 dans le comté d'Antrim et mort le 31 mai 1806 à Chiswick, est un aristocrate irlandais. Il est premier ambassadeur du roi d'Angleterre en Chine à l'époque, et gouverneur militaire de Grenade.

## Biographie

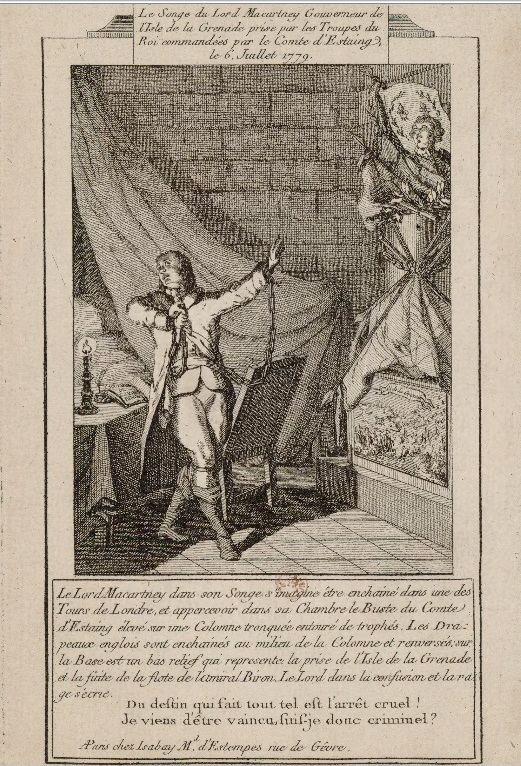
Gravure allégorique représentant George Macartney après sa capture lors de la bataille de la Grenade.

Il est irlandais, descendant d'une famille écossaise installée à Lissanoure au Comté d'Antrim (Irlande) près de Ballymoney. Étudiant au Trinity College (Dublin), il en sort diplômé en 1759 puis passe au Inns of Court avant d'entrer au service de Henry Fox, Ministre de la guerre. En 1764 il est envoyé à la cour de Catherine II de Russie. En 1768 il retourne en Irlande comme délégué d'Armagh à la Chambre des communes irlandaise, il est alors chevalier. George Macartney est devenu membre de la Royal Society le 7 juin 1792.

## Administrateur colonial
En 1775, il est nommé gouverneur de Tobago et de la Grenade. Il devient le premier baron Macartney de la Pairie d'Irlande en 1776. L'île de Tobago avait été cédée à l’Angleterre en 1763 et son propriétaire, le marquis de Caseaux, durement traité. En juillet 1779, d’Estaing qui venait de manquer à reprendre Sainte-Lucie, attaque la Grenade. Macartney commande une garnison de 800 hommes, fortement retranchés. Le 3 juillet, 1700 français de troupes de débarquement prennent terre et attaquent de nuit en trois colonnes, confiées au lieutenant-colonel de Pondevaux, au Vicomte de Noailles et du Comte de Durat. Le 4 juillet après-midi, Macartney doit se rendre. Prisonnier, il est en résidence surveillée à Limoges. Relâché en 1780, il est élu au Parlement britannique de 1780 à 1781 au siège de Bere Alston ; il est envoyé en Inde, comme Gouverneur de Madras.

### Premier ambassadeur de Grande-Bretagne en Chine
Il conduit ensuite une ambassade en Chine (1792-1793) dont le récit est resté célèbre, le gouvernement britannique décida d’établir des relations commerciales avec l'empire de Chine, il fut désigné comme ambassadeur extraordinaire et embarqua avec sa suite à Portsmouth sur Le Lion, L'Indostan et Le Chacal, le 26 décembre 1792.
Macartney fut envoyé en Chine par George III du Royaume-Uni pour établir un contact avec les élites de la dynastie Qing et en rapporter toutes les observations possibles, tant sur le plan des mœurs, de la nature que du commerce. Il traversa en grande partie le pays et s’arrêta à Tianjin et à Pékin, pour arriver à Rehe, résidence de l'empereur et fut reçu avec froideur par la cour. Selon les règles de la diplomatie chinoise, les envoyés étrangers ne venaient dans l'Empire du milieu que dans le seul but de rendre allégeance à l'empereur. 
L'idée de relations diplomatiques sur un pied d'égalité était inconnue des Chinois. Macartney refusa de se présenter devant l'empereur Qianlong en faisant le salut traditionnel le Kowtow (ou Kou Tou), profonde courbette diplomatique qui aurait été une preuve d'un lien de subordination du roi d'Angleterre. Les cadeaux diplomatiques furent méprisés de part et d'autre : les Chinois s'étonnèrent de la petite étendue de la Chine sur un globe terrestre et Macartney traita un bijou en jade de pierre sans valeur. Il fut le premier Européen à naviguer sur la mer Jaune.